# Charles Bouvier
Charles Bouvier (28 augustus 1898 - 1964) was een Zwitsers bobsleeremmer en voetballer. Bouvier debuteerde in 1922 voor het Zwitsers voetbalelftal in een wedstrijd het Nederlands voetbalelftal. Bouvier won met zijn club Servette FC in 1925 en 1926 het Zwitsers landskampioenschap. Bouvier was onderdeel van het Zwitsers voetbalelftal tijdens de Olympische Zomerspelen 1924, maar Bouvier kwam tijdens het toernooi niet in actie. Bouvier won in 1935 de zilveren medaille in de viermansbob tijdens het wereldkampioenschappen bobsleeën. Een jaar later tijdens de Olympische Winterspelen 1936 won Bouvier de gouden medaille in de viermansbob.

## Resultaten
- Wereldkampioenschappen bobsleeën 1935 in Sankt Moritz  in de viermansbob
- Olympische Winterspelen 1936 in Garmisch-Partenkirchen 7e in de tweemansbob
- Olympische Winterspelen 1936 in Garmisch-Partenkirchen  in de viermansbob

1924: Scherrer / Neveu / A.Schläppi / H.Schläppi ·
1928: Fiske / Tucker / Mason / Gray / Parke ·
1932: Fiske / Eagan / Gray / O'Brien ·
1936: Musy / Gartmann / Bouvier / Beerli ·
1948: Tyler / Martin / Rimkus / D'Amico ·
1952: Ostler / Kuhn / Nieberl / Kemser ·
1956: Kapus / Diener / Alt / Angst ·
1964: V.Emery / Kirby / Anakin / J.Emery ·
1968: Monti / De Paolis / Zandonella / Armano ·
1972: Wicki / Leutenegger / Camichel / Hubacher ·
1976: Nehmer / Babock / Germeshausen / Lehmann ·
1980: Nehmer / Musiol / Germeshausen / Gerhardt ·
1984: Hoppe / Wetzig / Schauerhammer / Kirchner ·
1988: Fasser / Meier / Fässler / Stocker ·
1992: Appelt / Schroll / Winkler / Haidacher ·
1994: Czudaj / Brannasch / Hampel / Szelig ·
1998: Langen / Zimmermann / Jakobs / Hampel ·
2002: Lange / Kühn / Kuske / Embach ·
2006: Lange / Hoppe / Kuske / Putze ·
2010: Holcomb / Mesler / Tomasevicz / Olsen ·
2014: Melbārdis / Dreiškens / Vilkaste / Strenga  ·
2018: Friedrich / Bauer / Grothkopp / Margis   ·
2022: Friedrich / Margis / Bauer / Schüller